# Laurent Aké Assi
Pour les articles homonymes, voir Aké et Assi.
Laurent Aké Assi, né le 10 août 1931 à Agboville et mort le 14 janvier 2014  à Abidjan, est un botaniste ivoirien, ethnobotaniste et professeur de botanique à l’université d'Abidjan. Il obtient son diplôme d'ingénieur agronome en 1961 et son doctorat d'Etat ès sciences en 1984. 
Parfois surnommé « le génie de la brousse », « le génie de la nature » ou encore  « le génie de la forêt ivoirienne »,, il compte parmi les grandes figures de la botanique du XXe et début du XXIe siècles en Afrique de l'Ouest.

## Éléments de biographie
En grande partie autodidacte pour ce qui concerne ses études secondaires et supérieures, il a, avec de nombreux étudiants et d'autres botanistes, ainsi que des forestiers (membres de la Sodefor) et des organismes tels que le « Centre National de Floristique » de l'Université Félix Houphouet-Boigny, passé sa vie à étudier, inventorier, promouvoir et défendre la flore sauvage et cultivée traditionnellement de Côte d'Ivoire, et notamment la riche flore des forêts classées (de la forêt de Bossematié aux forêts côtières, en passant par les bois sacrés qui ont conservé une biodiversité autochtone particulièrement intéressante en tant qu'« îlots forestiers » relativement épargnés par la surexploitation bien que présents dans des régions parfois densément aménagées par l'Homme en tant que lieux de mémoire et de protection de plantes liturgiques, plantes indicatrices de lieux de culte ou plantes abritant des divinités, lieux où les arbres et leur biodiversité associée (lianes, strate herbacée, faune, fonge, etc) de la forêt primaire sont souvent restés protégé par des tabous culturels et religieux communautaires.
À l'âge de 16 ans, ce fils de garde forestier est invité par son père à accompagner le professeur et botanistes français G. Mangenot en forêt pour l'aider à identifier la flore locale.
Mangenot voit rapidement en lui un futur botaniste : « Aké Assi a un sens exceptionnel d’observation, une mémoire phénoménale, c’est un travailleur infatigable. Ces qualités, j’en suis sûr, feront de lui un botaniste ».
Laurent Aké-Assi était doué d'une excellente mémoire et a été sensibilisé à la botanique en servant de guide et traducteur. « Je peux dire que j’avais des prédispositions, une facilité d’assimilation qui ont trouvé l’occasion d’éclore. Mon père, garde forestier, recevait des botanistes français qui voulaient constituer des herbiers. Mon rôle d’interprète m’a permis d’être remarqué par le professeur Mangenot. Tout est parti de là », dit-il en 2003 à la revue Africultures.
L. Aké Assi part en France effectuer un stage de botanique en alternance au sein du Laboratoire de Phanérogamie du Muséum national d'histoire naturelle de Paris et au sein du Laboratoire de biologie végétale de la Sorbonne Paris-Cuvier (sur demande du Président Houphouët-Boigny), mais c'est avec une thèse de doctorat obtenue en 1961 qu'il rentre.
Il devient alors Ingénieur agronome au ministère de l'Agriculture et il sera aussi durant 8 ans chargé de mission au Ministère ivoirien de la recherche scientifique (de 1972 à 1980), tout en étant Professeur de Botanique à l’école forestière du Banco d'Abidjan, poste qu'il occupera durant 20 ans, de 1964 à 1984), au service de l'Université d’Abidjan, où il obtient un doctorat en 1984, appuyé sur une thèse consacrée à l'étude descriptive et biogéographique de la flore de la Côte d’Ivoire et entreprend dès 1963, en plus de ses activités d’enseignement, la création d'un jardin botanique (à l'Université de Cocody), qui deviendra une forêt jardinée de quelques hectares où il plante et conserve des exemplaires de toutes les espèces végétales qu'il trouve en Côte d’Ivoire (certaines semblant depuis éteintes ailleurs à la suite des pressions anthropiques sur la nature).
Il crée un herbier au « Centre national floristique » de l'Université de Cocody. Cet herbier dont il sera le conservateur abrite aujourd'hui plus de 22 250 espèces végétales, sous forme d'une collection d'environ 60 000 spécimens de plantes supérieures disponibles comme références ou sujet d'étude pour les étudiants et chercheurs. C’est aujourd'hui le plus riche de tous les herbiers d'Afrique de l’Ouest ; cette collection fait depuis 2010, ainsi que d'autres documents joints, l'objet d'une action de numérisation, lancé par le Bureau national d'études techniques et de développement de Côte d'Ivoire (BNETD, qui a préparé (et participé) en 2014 au Colloque international Geo-Tech ForCarbone 2014 sur l'utilisation des Technologies Géospatiales pour la Gestion intégrée durable des forêts et des Puits de carbone, les 15, 16 et 17 janvier 2014 à Abidjan), dans le cadre du projet « Renforcement des capacités et accès aux données satellitaires pour le suivi des forêts en Afrique Centrale et de l'Ouest » de GEOFORAFRI et dans le cadre du mécanisme de réduction des émissions de gaz à effet de serre (GES) issues de la déforestation et la dégradation des forêts (REDD+).
Professeur titulaire de botanique à la Faculté des sciences et techniques de l’Université d’Abidjan, il forme de nombreux étudiants et encadre plusieurs thèses de doctorat en botanique.
Bien que retraité, Laurent Aké Assi continue à étudier la flore africaine sud saharienne et malgache et à former des botanistes dans plusieurs autres pays. Il est membre de plusieurs grandes sociétés savantes (dont la Société botanique de France, l’Association scientifique de Côte d’Ivoire, l’Académie royale des sciences d'outre-mer de Belgique).

Dans les années 2000, grâce à sa liste des espèces menacées en Côte d'Ivoire, il montre dans la « Forêt classée de Monogaga » (FCM, qui est une forêt littorale sempervirente de basse altitude, humide (pluviométrie de 2000 à 2200 mm/an, mais avec un gradient d'humidité de la terre ferme à la forêt inondée ou marécageuse sur sols hydromorphiques. C'est une forêt classée, qui s'étend sur une partie du Sud-Ouest du pays, et où les pratiques « modernes » et « traditionnelles » de gestion coexistent), si les espèces de la liste rouge de l'UICN s'y montrent plus diversifiées dans les sites gérés par la Sodefor que là où la gestion paysanne de cette forêt est pratiquée, en revanche la gestion traditionnelle a mieux préservé les espèces menacées de la liste rouge nationale : 

« Pour la Sodefor, ce sont les écosystèmes forestiers les plus denses (les ‘forêts noires') et les terres qu'ils occupent qui constituent le patrimoine naturel : pour être transmis aux générations futures, il doit être protégé de toutes les activités humaines et surtout de la mise en culture. Pour les fermiers wanne, en revanche, les vieilles forêts (kporo) comme les jachères anciennes (teteklwoa) sont avant tout des réserves de terres fertiles qui seront défrichées si le besoin s'en fait sentir. Ce qui est transmis de génération en génération, au sein des lignages, c'est un ensemble de règles d'accès à certaines ressources et de droits de mise en culture »

— C.Y. Yao & B. Roussel 2007
Laurent Aké Assi est aussi membre de sociétés savantes:
- Société botanique de France, 1956
- Association pour l'étude taxonomique de la flore de l'Afrique tropicale, 1959
- Association scientifique de Côte d'Ivoire, 1965
- Académie royale belge des sciences d'outre-mer, 1980.

## La fondation Aké-Assi et l'IBAAN
En 2012, Aké-Assi souhaite léguer aux générations futures, dans les meilleures conditions, le fruit des décennies de recherche qu'il a consacrées à la forêt et à la flore d'Afrique.
Pour cela, il crée une fondation, et en son sein un Institut nommé « Institut Botanique Aké-Assi d’Andokoi » (IBAAN) dont il souhaite qu'elle puisse pérenniser, voire développer son travail et les outils qu'il a mis en place.
Cet institut a plusieurs missions. En particulier : 
- Il est chargé de conserver son herbier, représentatif d'une grande partie de la flore de l’Afrique de l’Ouest.
- Il met à disposition des étudiants, enseignants, chercheurs ivoiriens et étrangers, mais aussi à disposition des tradithérapeutes du monde entier tous ses travaux, et aussi la bibliothèque de ses ouvrages rares ou spécialisés.
- Il s'agit aussi de poursuivre le travail de compréhension des conceptions et perceptions du patrimoine naturel par les communautés locales africaines, notamment dans le cas de la gestion forestière[14].
- Il doit continuer à soutenir les savoirs traditionnels et la médecine traditionnelle africaine et donc sa pharmacopée, y compris pour ses aspects « vétérinaires », certains aspects cosmétologiques, ou encore pour conserver ou développer des moyens de lutte biologique[15] ainsi que pour conserver la diversité des plantes alimentaires sauvages).

## Œuvres

### Travail de terrain
Ses principaux centres d'activité ont été : 
- la connaissance, appuyée sur la cartographie de la flore et l'inventaire général de la flore Ivoirienne, pour alimenter la "Flore Générale de la Côte d’Ivoire", dans les forêts classées (Forêts de Port Gauthier, de Dassioko, de Monogaga[16]...  et les parcs nationaux (ex : Parc national de Taï et sur tout le territoire, ainsi que dans les pays riverains[17])... Aké-Assi a notamment permis la mise en place de systèmes d'information géographique au service de la connaissance de la biodiversité ivoirienne, et capables d'intégrer les apports de l'imagerie satellitale, très utiles pour avoir une perception globale du recul de la forêt ou de certaines évolutions de sa structure, de sa qualité et de la fragmentation forestière qui est un facteur important de régression de la biodiversité et rend la forêt plus vulnérable à la surexploitation, déforestation ou aux incendies de forêt. Ces SIG ont pu intégrer tout ou partie des bases de données floristiques qui intègrent déjà « la plus grande partie des récoltes effectuées en Côte d'Ivoire et déposées dans les herbiers de Paris, Genève, et Abidjan, en particulier par le Professeur Aké Assi »[18], ainsi que des données collectées par l'ORSTOM dans le cadre de la coopération décentralisée et scientifique de la France ; A titre d'exemple, la base de données du SIG du parc contenait en 2000 déjà 39000 données de récoltes floristiques faites sur 2000 localités ; soit des données géoréférencées pour 5700 taxons, consultables et visualisables cartographique-ment via le logiciel ArcView ;
- la connaissance et la protection des plantes médicinales d'Afrique[19],[20] en encourageant un certain encadrement de la récolte parfois sauvage des plantes médicinales, afin d'en faire une ressource durable ;
- Les nombreuses prospections botaniques faites dans les différents habitats écologiques et écopaysages du pays ou des pays voisins, lui ont aussi servi à collecter des échantillons vivants mis en culture dans son jardin Botanique universitaire, ainsi que des échantillons destinés à compléter l'Herbier national (3858 espèces de Côte d'Ivoire ainsi collectées) et à évaluer les risques d'extinction (ou la disparition effective) pour certaines plantes[21] ;
- la taxonomie, incluant la description de nouvelles espèces (de Rubiaceae notamment) [22] ;
- expertise : Il a été Consultant de l'UNESCO pour un Projet pilote de l'enseignement de la biologie en Afrique et à Madagascar (de 1969 à 1971)[23] puis Directeur de Recherche de l'Université des Nations unies, pour le projet de recherche sur la Taxonomie, la Systématique et l'inventaire des ressources naturelles en Afrique sud-saharienne (1998-1999) ;
- une veille et une analyse de la progression de l'anthropisation et des impacts du développement agricole[24] et urbain sur la flore, (flore forestière notamment, par exemple de la forêt classée de Monogaga[25],[26] ;
- la phyto-écologie et l'écologie des paysages[27] et la connectivité écopaysagère avec par exemple un travail en 1999 sur le thème "De la forêt à la mer". Connexions des écosystèmes de la Guinée au Ghana. Atelier sur l'établissement des priorités en Afrique de l'Ouest, organisé par l'ONG "Conservation International" ;

### Publications
Laurent Aké-Assi a signé plus de 134 publications, ouvrages, notes et articles de botanique : 77 en tant qu’auteur et 57 en tant que coauteur. Il a aussi participé à la rédaction de flores et d’ouvrages de vulgarisation sur les usages des plantes.
Parmi ses travaux, on peut citer :
- de nombreuses études de phytochimie et screening phytochimique [28] ou portant sur les propriétés pharmacologiques de plantes, un dictionnaire et des monographies multilingues portant sur le potentiel médicinal (Pharmacopée) de la flore africaines, ainsi que des inventaires[29] et un abrégé de médecine et de pharmacopée Africaines au service des soins de Santé primaire (2011), contre la malaria notamment[30] mais aussi des études sur la pharmacopée d'autres régions d'Afrique ou du monde, jusqu'en République dominicaine[31] ;
- une cartographie, des catalogues systématiques[32] et biogéographiques, de nombreux travaux sur l'écologie et l'évolution de la flore ivoirienne, notamment en coopération avec le Conservatoire et Jardin Botaniques de la Ville de Genève, 2011
- un inventaire et suivi de la flore introduite, pour partie susceptible de devenir invasive ou poser des problèmes d'introgression ou de pollution génétique[33] ;
- une réflexion sur les liens entre tourisme et aménagement des forêts et parcs nationaux[34].

Quelques titres
- Contribution à l'étude floristique de la Côte d'Ivoire et des territoires limitrophes ( Thèse de doctorat d'université, Faculté des sciences), Paris, 1961, 239 p.
- La flore de la Côte d'Ivoire : étude descriptive et biogéographique, avec quelque notes ethnobotaniques (Thèse de doctorat ès sciences, Faculté des Sciences de l'Université Felix Houphouët-Boigny, 2 juin 1984).
- Aké-Assi, « Une vatiété nouvelle de papayer en Côte d'Ivoire (Carica papaya) », Bull. Jard. Bot. Etat Brux., 31, fasc. 3, 3 p., s.l., 1961.

## Hommages

### Distinctions
Pour ses travaux scientifiques et botaniques, Laurent Aké Assi a reçu de nombreuses distinctions honorifiques, dont :
- la Médaille de bronze de la Société nationale de protection de la nature[35] ;
- un titre d'officier de l'Ordre national de Côte d'Ivoire (février 1971) ;
- un titre d'officier du mérite de l'Ordre de l'éducation nationale de Côte d'Ivoire (décembre 1980) ;
- un titre de Commandeur du Mérite de l'ordre de l'éducation nationale (5 janvier 1985) ;
- le prix des travaux en botanique de la Faculté des sciences et techniques de l'université d'Abidjan (1986) ;
- un titre de Docteur honoris causa de l'université de la Tuscia (Italie) (1990)[3] ;
- le grade de chevalier de l’ordre international des Palmes académiques du CAMES.

### Taxons nommés en son nom
Plusieurs espèces ou sous-espèces de plantes portent son nom, parmi lesquelles un palmier Borassus akeassii dont on extrait traditionnellement au Burkina Faso un vin de rônier (vin de palme), et une euphorbiacée de Côte d'Ivoire et du Ghana, Crotonogynopsis akeassii.

### Filmographie
Le film Bois sacré du professeur Laurent Aké Assi, réalisé en 2011 par Idriss Diabaté, lui est consacré ainsi qu'à la botanique en Côte d’Ivoire. Le Professeur y appelle les autorités à enfin respecter la forêt car « nous avons perdu 42 espèces de plantes qu’on ne trouve plus dans la nature », qu'on ne trouve plus que dans la mémoire de ceux qui les connaissaient et dans son herbier, herbier qu'il considère comme faisant partie de l'histoire d'un pays.